# Lunds universitet
Lunds universitet (LU) (ursprungligt namn Regia Academia Carolina, Kungliga Karolinska akademien) är ett svenskt statligt universitet. Det grundades 1666 som det då femte universitetet under dåvarande svensk överhöghet och är det nutida Sveriges näst äldsta lärosäte efter Uppsala universitet. Lunds universitet är ett av de största universiteten i Norden. Under medeltiden fanns en tidigare institution för högre utbildning i Lund. 
Universitetet rankas återkommande som ett av världens främsta lärosäten. I QS World University Rankings 2024 rankas det som det 85:e främsta i världen och i Times Higher Education World University Rankings 2024 som det 106:e främsta i världen.
År 2024 har lärosätet omkring 47 000 studenter (individer) per år (29 000 helårsstudenter) och drygt 8 800 anställda. Universitetet har campus i Lund, Helsingborg och Malmö, samt en trafikflyghögskola i Ljungbyhed. Lunds universitet har cirka 240 utbildningsprogram på grundutbildnings- och avancerad nivå och 1 450 fristående kurser. Omsättningen är totalt 10,4 miljarder SEK, varav två tredjedelar går till forskning och en tredjedel till utbildning.
Lunds universitet samarbetar med cirka 560 partneruniversitet i omkring 70 länder och är medlem i de internationella nätverken League of European Research Universities (LERU) och Universitas 21.
I Lund utvecklas två stora forskningsanläggningar med koppling till universitetet: synkrotronljusanläggningen MAX IV som invigdes i juni 2016 och europeiska ESS som blir världens mest kraftfulla neutronkälla när den öppnar mot slutet av 2027.

## Historia

### Förhistoria

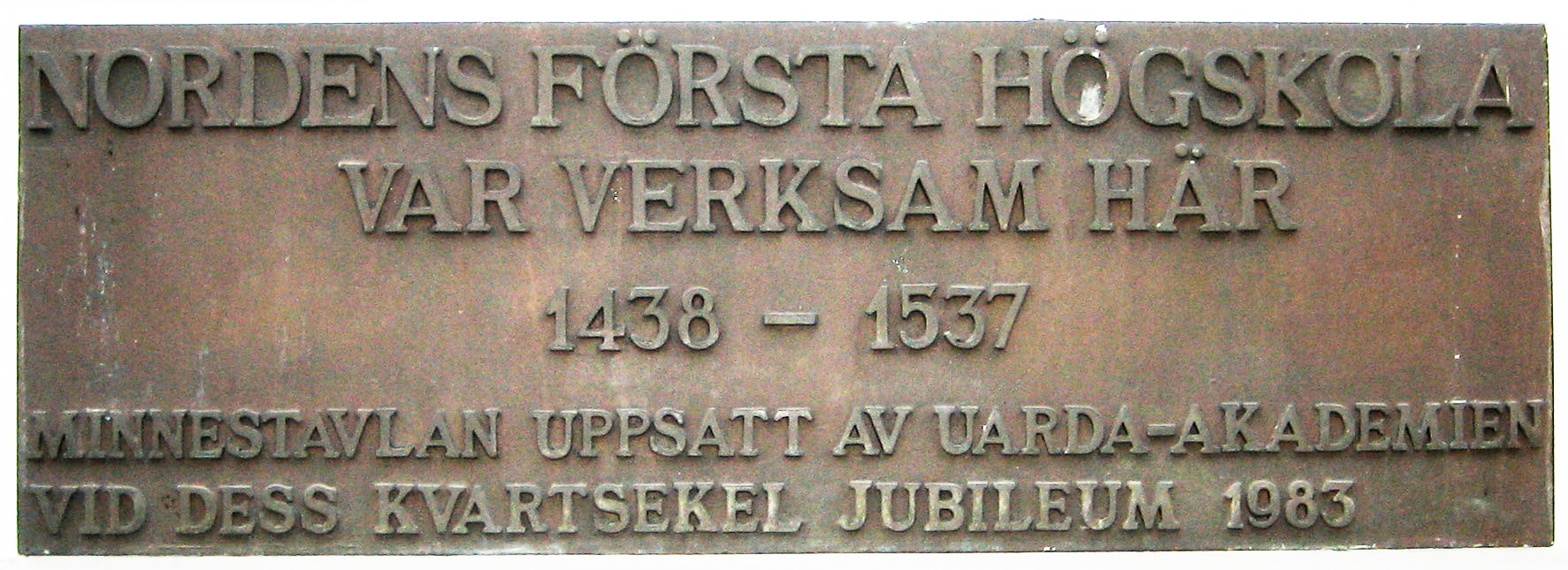
En skylt uppsatt på Klostergatan i Lund påminner om var Nordens första högskola låg.

Lund är platsen för Nordens första högskola. Redan 1425, mer än 50 år före Uppsala universitet och Köpenhamns universitet, grundades ett i medeltidens Europa så kallat Studium Generale i Lund, där man kunde avlägga den lägsta akademiska graden baccalaureus (motsvarande kandidatexamen). Detta inrättades ursprungligen i Gråbrödraklostret i Lund år 1425 men fick ej börja sin verksamhet förrän 1438 efter beslut av munkordens generalkapitel. Detta stängdes dock i och med den danska reformationen 1536.  Även Uppsalas 1477 grundade katolska universitet upphörde vid den svenska reformationen på 1500-talet.
Parkområdet mellan Kungshuset (universitetets äldsta huvudbyggnad) och Domkyrkan benämns Lundagård och har anor från 900-talet med bland annat numera riven byggnation.

### Grundandet avRegia Academia Carolina
Omedelbart efter Roskilde-freden med Danmark 1658 besökte Karl X Gustav Lund och träffade bland andra biskop Peder Winstrup. Denne framförde då ett starkt önskemål att kungen måtte skapa ett universitet i denna landsdel. I ett brev från biskopen till kungen, daterat 5 juli 1658, påminner biskopen om kungens löfte att i Lund anlägga en Höjschole, enten Illustre Gymnasium eller Academ:am Carolinam. Han påpekar också att det finns många, både svenska och utländska, "studiosij" som önskar högre studier men inte har råd att resa till Uppsala, Danmark eller Tysklands universitet. Ett annat starkt argument var att utbildning av fler svenska präster skulle påskynda försvenskningen av de i freden erhållna områdena. Kungen tvekade dock, och inte förrän under Karl XI:s förmyndarregering grundades Lunds universitet - den 19 december 1666, med stiftelsebrev, donationsbrev, privilegiebrev och konstitutioner (stadgar), som bland annat gav universitetet egen jurisdiktion med egen domstol, skild från stadens rättssystem. Den formella invigningen av universitetet ägde inte rum förrän den 28 januari 1668 (konungens namnsdag). Det skall dock sägas att planer på att grunda ett andra universitet i Sverige efter Uppsala någonstans i Götaland funnits sedan 1630-talet. Linköping, Skara, Växjö, Kalmar och Jönköping var potentiella universitetsstäder. I och med Roskilde-freden kom Sverige att få nya gränser, och i och med grundandet av universitetet i Lund hade man tillgodosett behovet av ett Götalands-universitet.
Efter kriget 1676–1679 skrev de fyra kvarvarande professorerna vid universitetet ett vältaligt brev till kungen och begärde medel för att kunna återuppta undervisningen. Även från 1711 finns ett liknande brev från universitetet till kungen (då Karl XII) med begäran om medel.

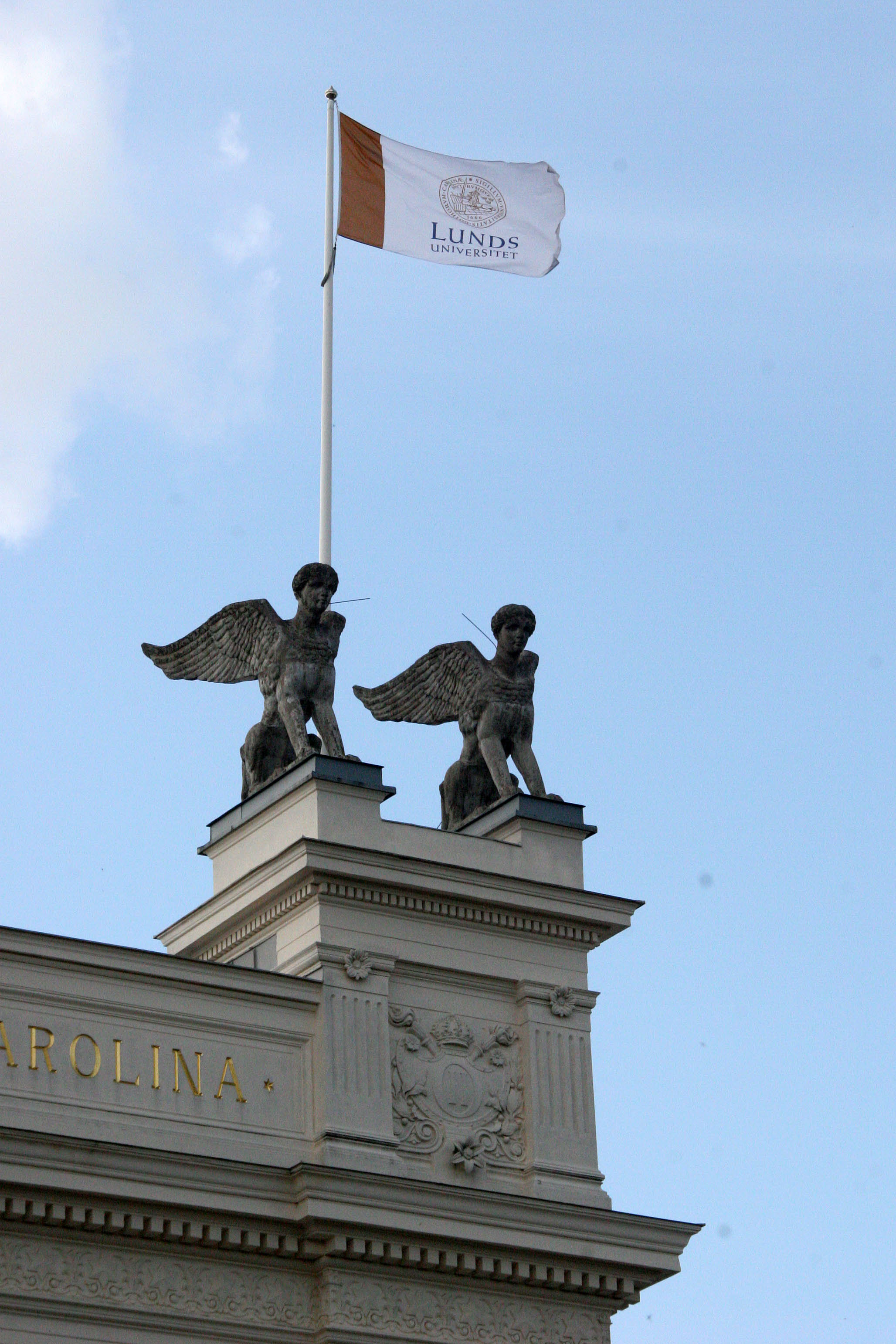
Universitetsflaggan vajar över universitetshusets sfinxer.

### Senare historia
Ursprungligen fanns fyra fakulteter vid universitetet: teologisk,  juridisk, medicinsk och filosofisk. Under 1700-talet ökade utbildningsutbudet och antalet studenter väsentligt. Några framstående professorer vid denna tid var Samuel Pufendorf inom juridisk historia samt Canutus Hahn och Kristian Papke inom filosofi. Enligt 1876 års universitetsstatuter uppdelades de filosofiska fakulteterna i Uppsala och Lund på två sektioner, en humanistisk och en matematisk-naturvetenskaplig. Enligt 1956 års statuter omvandlades sektionerna till egna fakulteter. Ur humanistiska fakulteten utbröts 1 juli 1964, i samband med införandet 1964 års universitetsstadga men utan direkt föreskrift i denna, de samhällsvetenskapliga ämnena till en ny fakultet. Höstterminen 1969 integrerades den 1961 bildade Tekniska högskolan i Lund, LTH, med universitetet. Inom LTH fanns då sedan 1965 en teknisk fakultet. Senare har bland annat Socialhögskolan, de konstnärliga högskolorna och Ekonomihögskolan tillkommit.
Växjö universitet, grundat som det fristående lärosätet Växjö högskola år 1977 och som 2010 uppgick i Linnéuniversitetet, startades ursprungligen i september 1967 som en filial till Lunds universitet.
Vid bildandet av Malmö högskola 1998 överfördes en del av universitetets utbildningar i Malmö dit, främst lärarutbildningen (1 juli 1998) och tandvårdsutbildningen (1 januari 1999). Däremot tillhör de konstnärliga (konst, musik, teater) och medicinska utbildningarna i Malmö fortfarande Lunds universitet.
Campus Helsingborg med runt 3 700 studenter årligen och över 15 utbildningsprogram etablerades år 2000 som en del av Lunds universitet.
1852 blev universitetet statsägt. De första kvinnliga studenterna kom på 1880-talet, även om de först 1873 fick rätt att avlägga akademisk examen. 1749 fanns drygt 300 studenter och ännu omkring 1900 var det färre än 1 000.

## Utbildning
Lunds universitet är en av Skandinaviens största institutioner för forskning och högre utbildning med omkring 42 000 studenter. Det finns ca 300 utbildningsprogram och ca 2 000 fristående kurser. Universitetet har 200 program på avancerad nivå och 1000 fristående kurser på engelska.
Den största delen av universitetet ligger i Lund, men det finns även campus på andra ställen i Skåne. En stor del av den medicinska utbildningen och forskningen bedrivs i samarbete med Skånes universitetssjukhus som finns i både Lund och Malmö. I Malmö ligger även den konstnärliga fakulteten med Konst-, Musik-, och Teaterhögskolorna  och vid Campus Helsingborg läser studenterna till socionomer, ledare inom servicesektorn, ingenjörer, modevetare och kommunikationsstrateger.

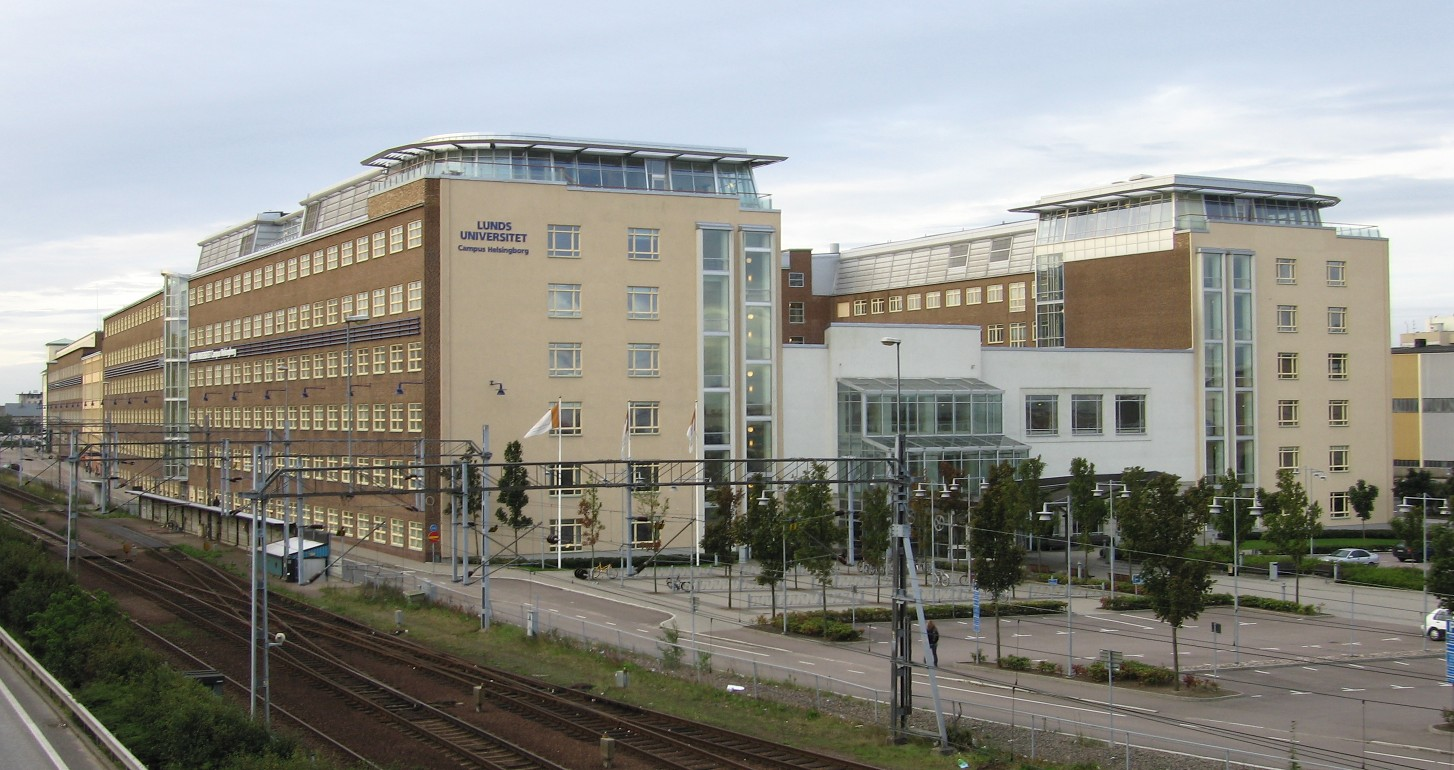
Campus Helsingborg i den gamla Tretornfabriken

Lunds universitet innefattar även Trafikflyghögskolan i Ljungbyhed, som erbjuder utbildning inom flygområdet.

## Forskning
Närmare 5 miljarder går årligen till forskning inom åtta fakulteter, vilket ger Lunds universitet ett av Sveriges starkaste och bredaste forskningsutbud.
Lunds universitet erbjuder utbildning på forskarnivå vid samtliga fakulteter. En stor del av forskningen kategoriseras i något av följande områden: livsvetenskaper, hälsa och åldrande, komplexa system, klimat-miljö-energiekonomi, avancerade material, ekonomiska, sociala och politiska system, samt människans utveckling och villkor, demokrati och mänskliga rättigheter.
Lunds universitet har fått i uppdrag av regeringen att under några år utveckla flera strategiska forskningsområden till absolut världsklass. De forskningsområden som ingår är cancer, diabetes, epidemiologi, biologisk mångfald, Mellanöstern, e-vetenskap, produktionsteknik, samt IT och mobil kommunikation.
Flera nationella forskningsanläggningar finns i Lund, bland annat MAX-lab, där forskningen baseras på synkrotronljus. Hösten 2010 påbörjades bygget av MAX IV-laboratoriet och anläggningen invigdes i juni 2016. Anläggningen är en ledande synkrotronljusanläggningen i världen. Granne med MAX IV byggs även den europeiska
forskningsanläggningen ESS, som kommer att ha världens mest kraftfulla neutronkälla när den öppnar för forskning 2023. De båda anläggningarna är av en avgörande betydelse för framtidens vetenskapliga och industriella utveckling inom såväl materialvetenskap som livsvetenskap.

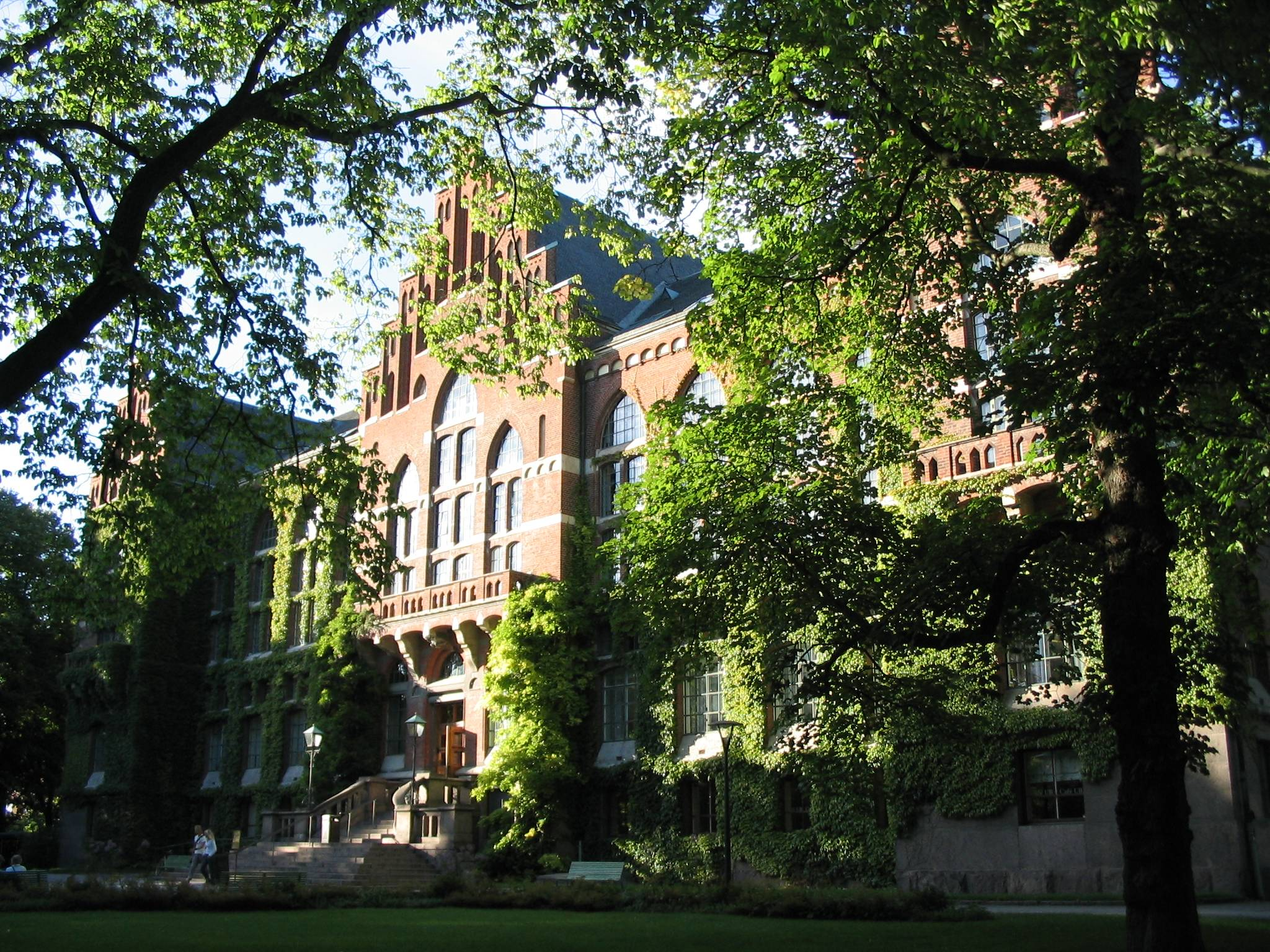
Universitetsbiblioteket

Lunds universitet är särskilt starkt inom följande områden:
- Materialvetenskap, ytfysik och nanoteknologi
- Avancerad laserfysik och spektroskopi
- Diabetes
- Cancer
- Reglerteknik och styrning av komplexa system
- IT och mobil kommunikation
- Neurovetenskap och neurodegenerativa sjukdomar
- Kognitionsvetenskap
- Stamceller
- Evolution, ekologi och djurs flyttmönster
- Miljö, klimat, hållbara system och biologisk mångfald
- Epidemiologi
- Innovation och entreprenörskap

- Mellanösternstudier[1]

## Rankning
Lunds universitet rankas ofta som ett av de främsta i Sverige och på en framträdande plats i Europa och världen.
| Organisation                                               | År   | Rankning i världen | Rankning i Sverige |
| ---------------------------------------------------------- | ---- | ------------------ | ------------------ |
| Academic Ranking of World Universities (Shanghairankingen) | 2023 | 151-200            | 5                  |
| QS World University Rankings                               | 2024 | 85                 | 2                  |
| URAP - Ranking by academic performance                     | 2022 | 221                | 6                  |
| Times Higher Education                                     | 2024 | 106                | 3                  |

* Bland de universitet som inte är inriktade på ett eller ett fåtal vetenskapliga områden rankas Lunds universitet ofta främst. QS gör också jämförelser inom en rad utbildningsområden. Lunds universitet hamnar på andra plats inom området Vård och medicin, på tredje plats inom området Teknik och på andra plats inom området Humaniora.

## Universitetsbyggnaden

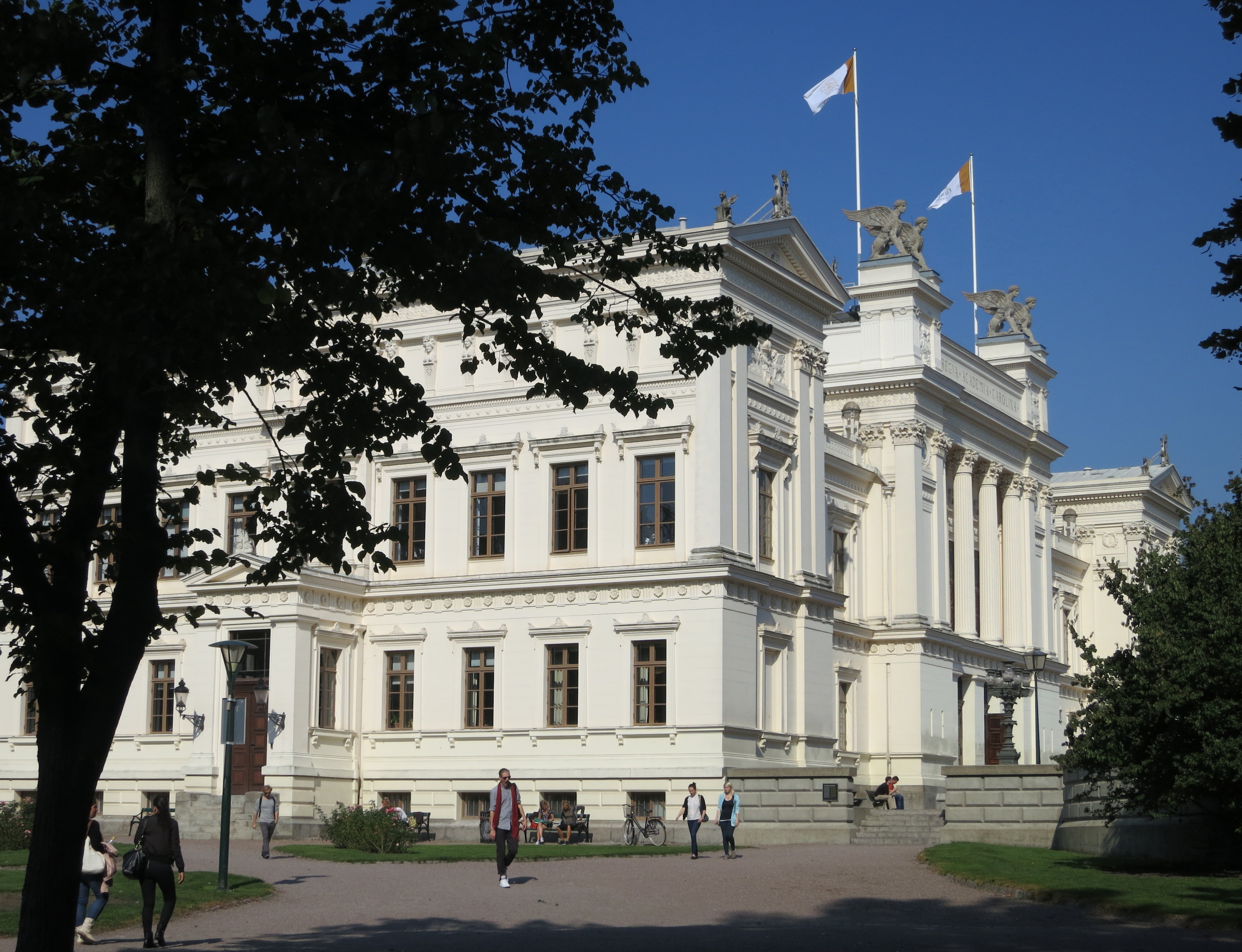
Universitetets huvudbyggnad.

Vid grundandet hade universitetet inga egna lokaler utan högkoret i Lunds domkyrka utnyttjades som föreläsningssal. Universitetets första egna huvudbyggnad, det så kallade Kungshuset, donerades av kung Karl XI i slutet av 1600-talet  och ligger centralt i Lund i parken Lundagård.
Den nuvarande huvudbyggnaden är ritad av Helgo Zettervall och präglas av hans förkärlek för antikens ideal med kolonner och ståtliga krön. Den invigdes 1882 och är grannbyggnad till Kungshuset. Fyra sfinxer krönte taket, men dessa avlägsnades på 1950-talet då de var i dåligt skick. En av dessa ursprungssfinxer kan beskådas i Botaniska trädgården. År 1994 återuppsattes de fyra sfinxerna i nygjutna skrudar och nu blickar de åter ut över Lundagård från sina ursprungliga positioner.
Förr stod fyra statyer av kvinnofigurer ("fakultetsmadamerna") framför universitet. De symboliserade universitets ursprungliga fyra fakulteter. År 1902 togs de bort, troligen på grund av att de inte tålde värmeväxlingarna, men det har också förekommit skrönor om att de togs bort eftersom folk var rädda för de enorma damerna när dessa skulle passeras nattetid.

## Nationer
Med de tyska universitetens "Landsmannschaften" som förebild hade studenter vid de svenska universiteten organiserat sig i nationer efter geografisk härkomst. Vid tiden för universitetets grundande i Lund hade Nationsobligatorium införts i Uppsala och Åbo och det infördes samtidigt som universitetet grundades i Lund. På grund av den skakiga tillvaro som universitetet förde under dess första årtionden dröjde det innan organiserat nationsliv började förekomma. Antalet nationer har varierat kraftigt genom åren och många av de mindre nationerna har i perioder varit sammanslagna för att sedan åter splittras när studentantalet ökat. I andra fall som i fallet med Skånska nationen har nationer splittrats i flera nya när antalet studenter inom en nation blivit för många. Efter att Hallands nation bildades 1928 beslöt universitetet att inte tillåta några nya nationer, dock är det i mån av intresse fortfarande möjligt att återuppliva gamla nedlagda nationer såsom Norrlands nation, Lund.

## Organisation

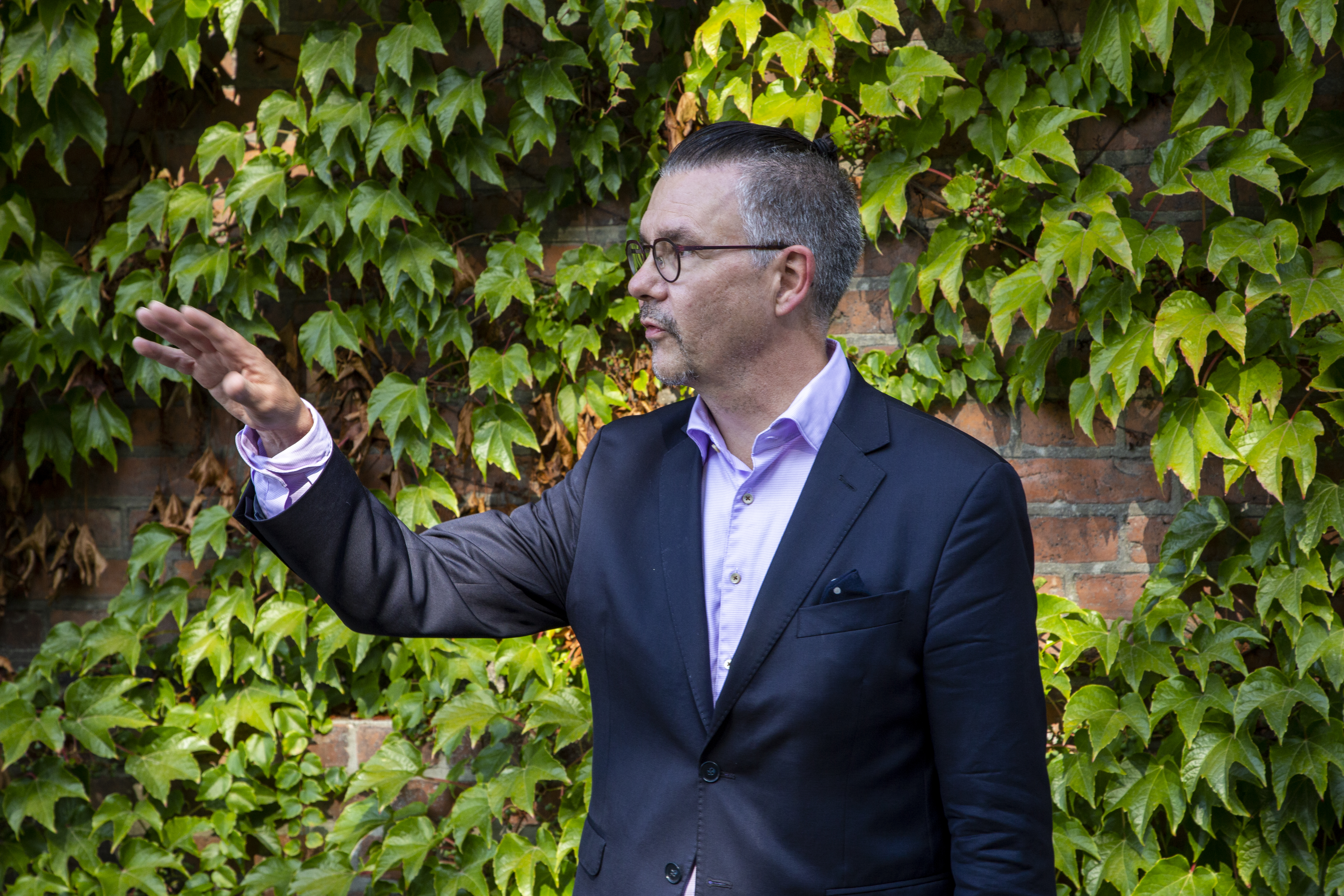
Rector magnificus - Erik Renström

Universitetsstyrelsen är Lunds universitets högsta beslutande organ. Styrelsen består av rektor Erik Renström, åtta allmänrepresentanter (företrädare för näringsliv och samhälle) varav en är styrelsens ordförande Jonas Hafström, tre verksamhetsföreträdare (universitetslärare) samt tre studentrepresentanter. Universitetsstyrelsen har det övergripande ansvaret för verksamheten vid universitetet.
Verksamheten leds av universitetsledningen, som består av rektor, prorektor, vicerektorer och förvaltningschefen. Forskningen och undervisningen sker inom de åtta fakulteter universitetet har, varav några av tradition kallas högskolor. Fakulteterna leds av fakultetsstyrelser. Fakulteterna vid Lunds universitet är:
- EkonomihögskolanKanonsalut vid doktorspromovering i Lund 2005

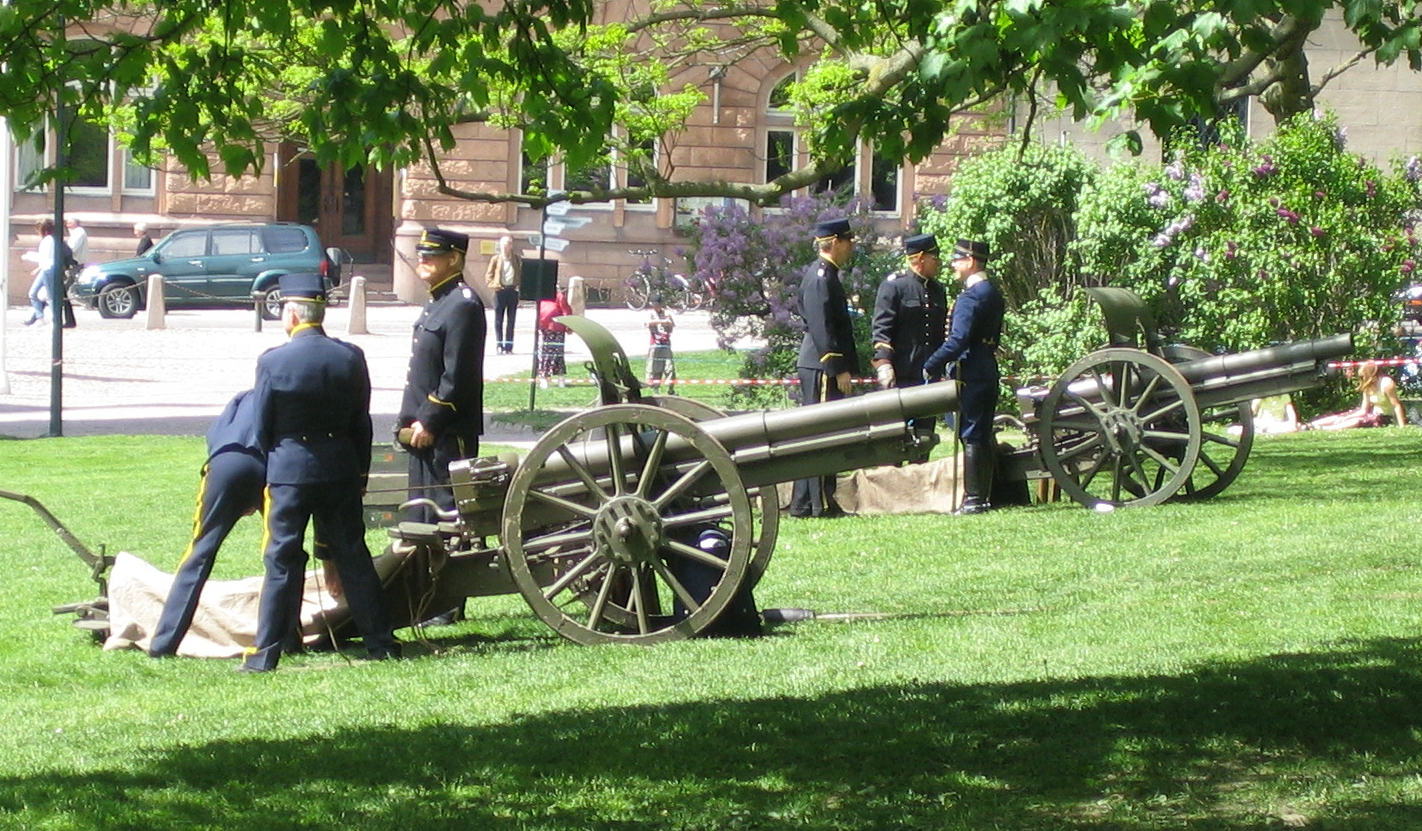
Kanonsalut vid doktorspromovering i Lund 2005

- Humanistiska och teologiska fakulteterna
- Juridiska fakulteten
- Konstnärliga fakulteten
- Lunds tekniska högskola
- Medicinska fakulteten
- Naturvetenskapliga fakulteten
- Samhällsvetenskapliga fakulteten

Det finns ungefär 75 institutioner.

### Fältstationer
- Norunda, 30 kilometer norr om Uppsala[15]
- Hyltemossa, söder om Perstorp[16]
- Marint centrum i Simrishamn[17]

## Rektorer
I äldre tider var posten som rektor (Rector magnificus) vid Lunds universitet "ambulatorisk", det vill säga att den roterade mellan samtliga professorer utifrån en given ordning mellan de olika fakulteterna. Mandattiden var 1668-1688 en termin, därefter ett år, ursprungligen med rektorsskifte vid Karlsdagen 28 januari (universitetets invigningsdag) men från 1810 vid skiftet mellan vår- och hösttermin.
Med 1876 års statuter infördes särskilda val av rektor samt en mandattid om två år. Mandattiden har sedermera successivt förlängts och är i dag sex år. Rektor till och med 2020 var Torbjörn von Schantz. Nuvarande rektor (från 2021) är Erik Renström, professor i experimentell endokrinologi. Prorektor är Lena Eskilsson från 2021. 
Tidigare prorektorer Eva Åkesson (2009 - 2011) och Eva Wiberg (maj 2012 - juni 2017) har båda rekryterats till att bli universitetsrektorer vid andra universitet, i Uppsala respektive Göteborg.
Vid Lunds universitet finns det också fem vicerektorer med olika ansvarsområden. Förvaltningschef (och universitetsdirektör) är Susanne Kristensson från 1 mars 2012.

### Rektorsuppvaktning
Förr i tiden vandrade studenterna runt i Lund och besökte sina professorer för att berätta vad de tyckte om sina lärare, både beröm och kritik kunde framföras. Men idag är det endast rektorn vid Lunds universitet som uppvaktas den 1 maj, på den så kallade rektorsuppvaktningen som sker på universitetets trappa. Studenterna tågar med sin fanborg från AF-borgen och tal till rektor hålls av ordförande för Lunds universitets studentkårer.

## Personer som studerat eller varit anställda vid Lunds universitet
| - Sune Bergström - Arvid Carlsson - Anne L'Huillier - Bertil Ohlin - Bengt Samuelsson - Manne Siegbahn - Lars Hörmander - Tobias Billström - Ingvar Carlsson - Lena Ek - Tage Erlander - Per Gahrton - Lennart Geijer - Aida Hadžialić - Bo Lundgren - Annie Lööf - Thage G. Peterson - Per Edvin Sköld - Ernst Wigforss - Jimmie Åkesson - Pehr G. Gyllenhammar - Christian W. Jansson - Cristina Stenbeck - Olof Stenhammar - Michael Treschow - Knut Wicksell - Bertil Hult - Hans Alfredson - Roy Andersson - Sten Broman - Ingvar Holm - Anders Jansson - Suzanne Osten - Fritiof Nilsson Piraten - Viktor Rydberg - Jesper Rönndahl - Stellan Sundahl - Esaias Tegnér - Axel Wallengren - Johan Wester - Gunnar Aspelin - Hans Ruin - Hans Larsson - Peter Gärdenfors - Ann Heberlein - Torgny T:son Segerstedt - K.G Hammar - Antje Jackelén - Johan Munck - Baltzar von Platen - Johannes Rydberg - Leif Silbersky |

## Museer vid Lunds universitet

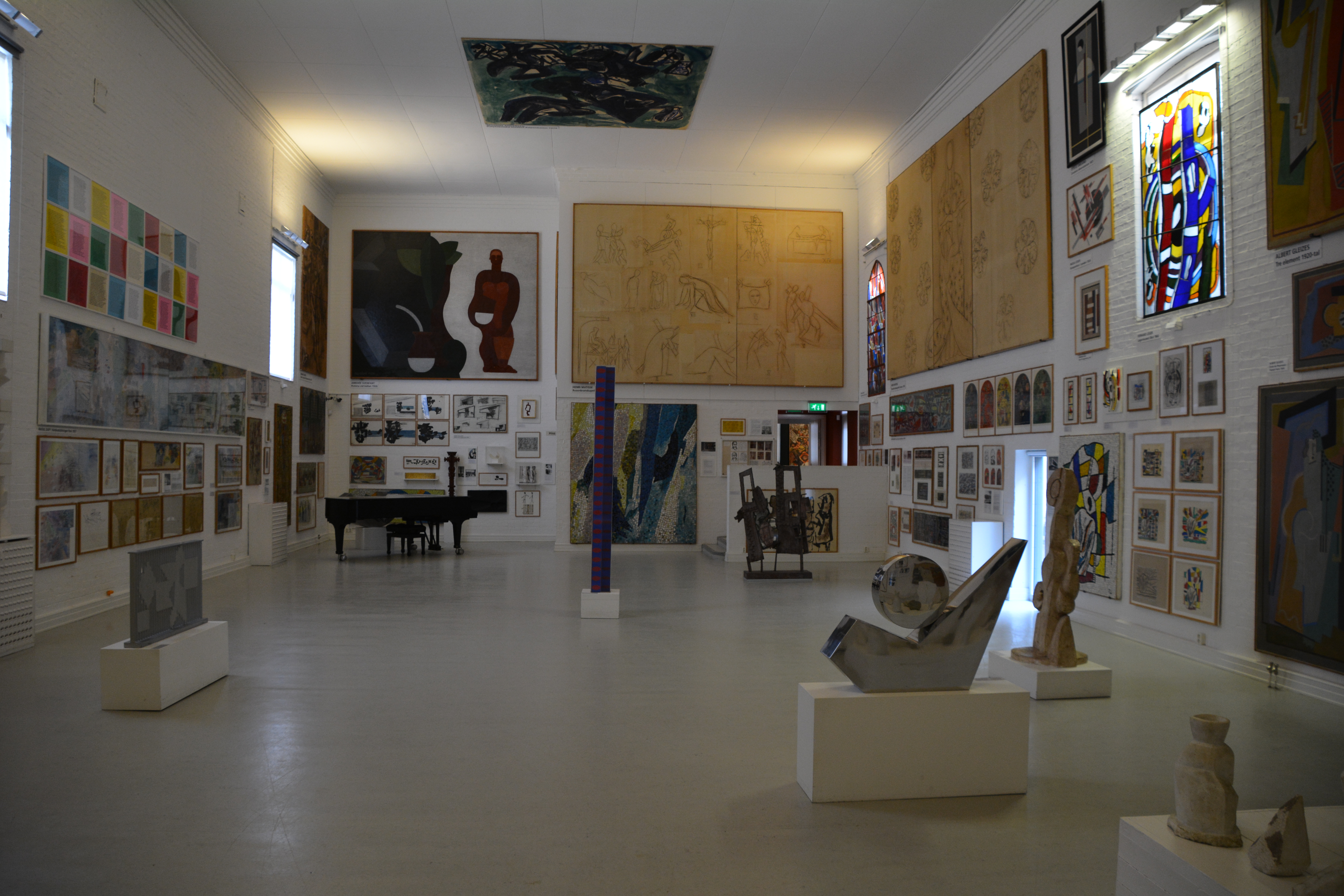
Skissernas museum: insida

Lunds universitet har också två museer knutna till sig, Lunds universitets historiska museum och Skissernas museum.

### Skissernas museum
Skissernas museum är konstmuseum. Museet innehåller världens största samling av skisser, modeller och förlagor för svensk och internationell offentlig konst. Grundat 1934 av professor Ragnar Josephson har museet sitt ursprung som Arkiv för dekorativ konst och har sedan dess blivit en plats för att utforska och förstå konstnärliga skapande, inklusive monumentalskulptur och monumentalmåleri.

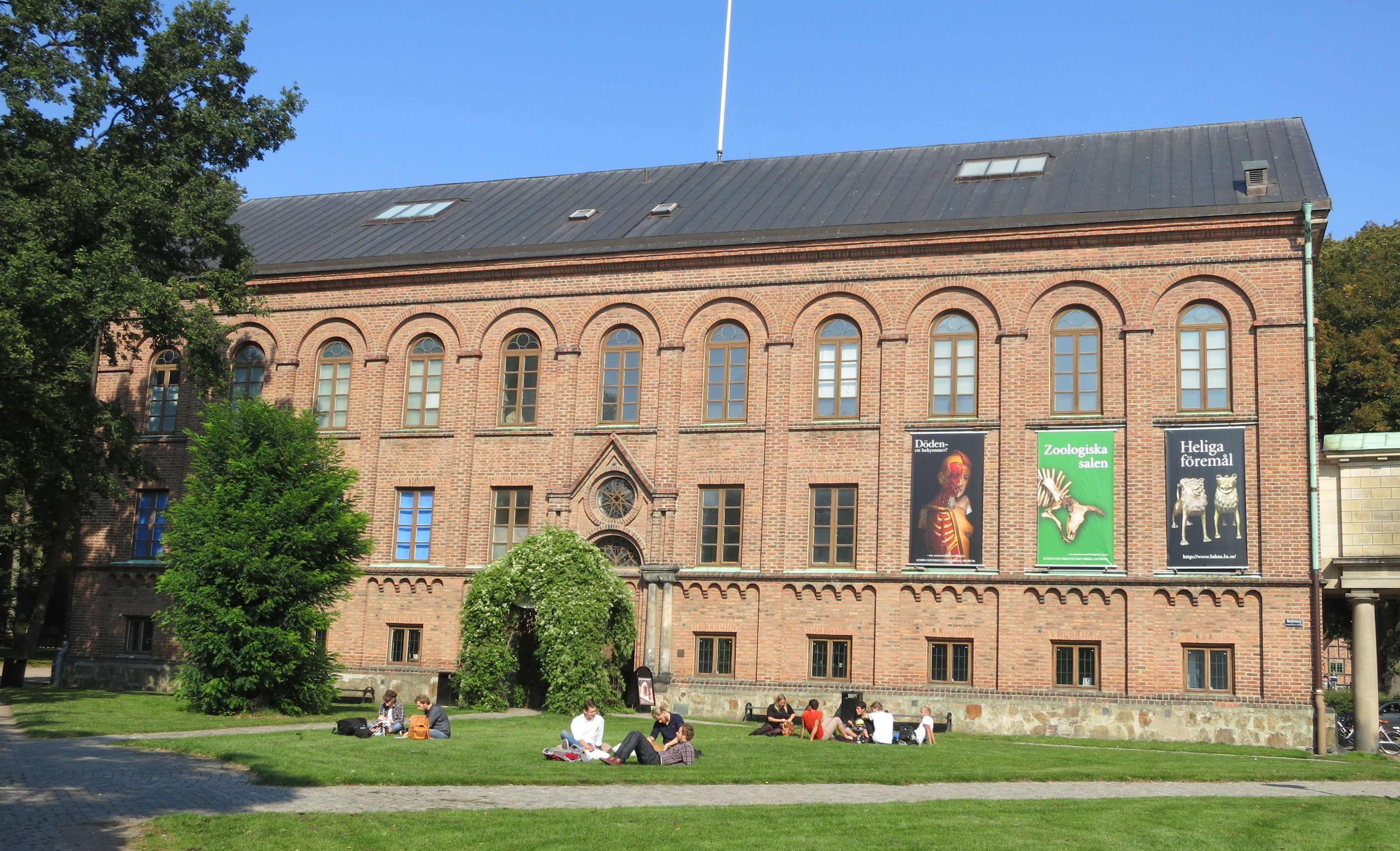
Historiska Museet: utsida

### Historiska museet i Lund
Historiska museet i Lund fick sin början till följd av Kilian Stobæus donation av naturalier och kuriositeter 1735. Museet grundades 1805 när fornfynd och etnografiska artefakter delades från den ursprungliga samlingen. Dess plats på Krafts torg i Lund har blivit en plattform för historisk utforskning och lärande. Byggnaden har varit värd för en mångfald av ämnen.

## Övriga enheter

### LU Innovation
LU Innovation är avdelningen för innovation och kommersialisering, under sektionen Forskning, samverkan och innovation. Verksamheten hjälper forskare och studenter att omvandla akademisk kunskap till nya bolag eller licenser på marknaden. Det görs till exempel genom affärsutveckling, patentrådgivning och finansiellt respektive juridiskt stöd. LU Innovation består av en myndighetsdel och ett holdingbolag (tidigare LUIS och LUAB), som sedan 2009 fungerar som en enhet med ett gemensamt uppdrag och ledning. 

#### Holdingbolaget
LU Holding AB ägs av svenska staten men förvaltas av Lunds universitet. Genom LU Holding kan universitetet bilda nya forskningsbaserade bolag och licensiera ut forskningsresultat till redan etablerade bolag. Via holdingbolaget kan Lunds universitet också stötta nybildade forskningsbolag med finansiella medel.

#### Innovationskontor Syd
Från LU Innovation drivs södra Sveriges innovationskontor, Innovationskontor Syd, som etablerades våren 2010. Verksamheten samlar kompetens och nätverk från Blekinge Tekniska Högskola, Högskolan Kristianstad, Lunds universitet och Sveriges lantbruksuniversitet i Alnarp under ett och samma paraply.

## Innovation
Lunds universitets mest kända innovationer är [källa behövs] ultraljudsdiagnostiken, den konstgjorda njuren samt Bluetooth-tekniken.

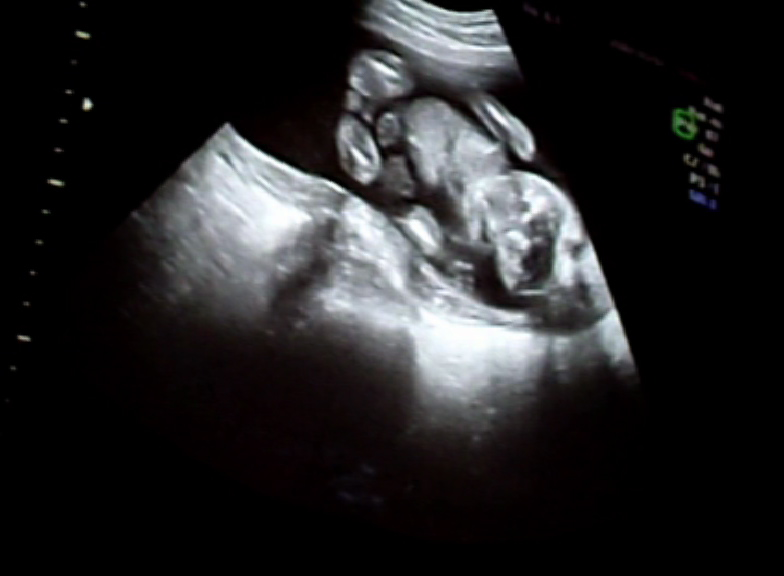
Ultraljud

Bluetooth

Fler innovationer från Lunds universitet:
- 1944 Tetra Pak
- 1946 Den konstgjorda njuren (grunden till Gambro)
- 1953 Ultraljudsdiagnostik
- 1966 Bricanyl – astmamedicin
- 1967 Nicorette – för rökavvänjning
- 1969 Nytt röntgenkontrastmedel
- 1971 ServoVentilatorn – den moderna respiratorn
- 1990 Oatly – havredryck för mjölkallergiker
- 1991 Proviva – fruktdryck med hälsosamma lactobaciller
- 1991 Cancerbehandling med laser
- 1993 QlikTech – programvara
- 1995 Bluetooth
- 1997 Precise Biometrics –fingeravtrycksläsare
- 1999 Decuma – handskriftstolkare
- 2001 LUCAS – mekanisk hjärtmassage
- 2003 Blodrening med ultraljud
- 2004 Polar Rose – avancerad bildanalys och ansiktsigenkänning
- 2005 Hövding – en airbag i form av nackkrage för cyklister. (Nyttjas som ett alternativ till att använda en cykelhjälm.)
- 2007 Programvara för hjärtanalys
- 2007 Behandling av havandeskapsförgiftning
- 2008 Cancerdiagnostik med MRteknik
- 2009 Solceller med nanoteknologi
- 2010 Nocturnal Vision – teknologi för mörkerseende
- 2011 Duk mot mögel
- 2012 Quinoabaserad hudkräm
- Orbital Systems – världens mest vatteneffektiva dusch
- Endodrill – instrument för cancerdiagnostik
- Uniti – elektrisk citybil
- Suture-TOOL - en symaskin för snabb och standardiserad bukförslutning efter öppen kirurgi

## Partneruniversitet

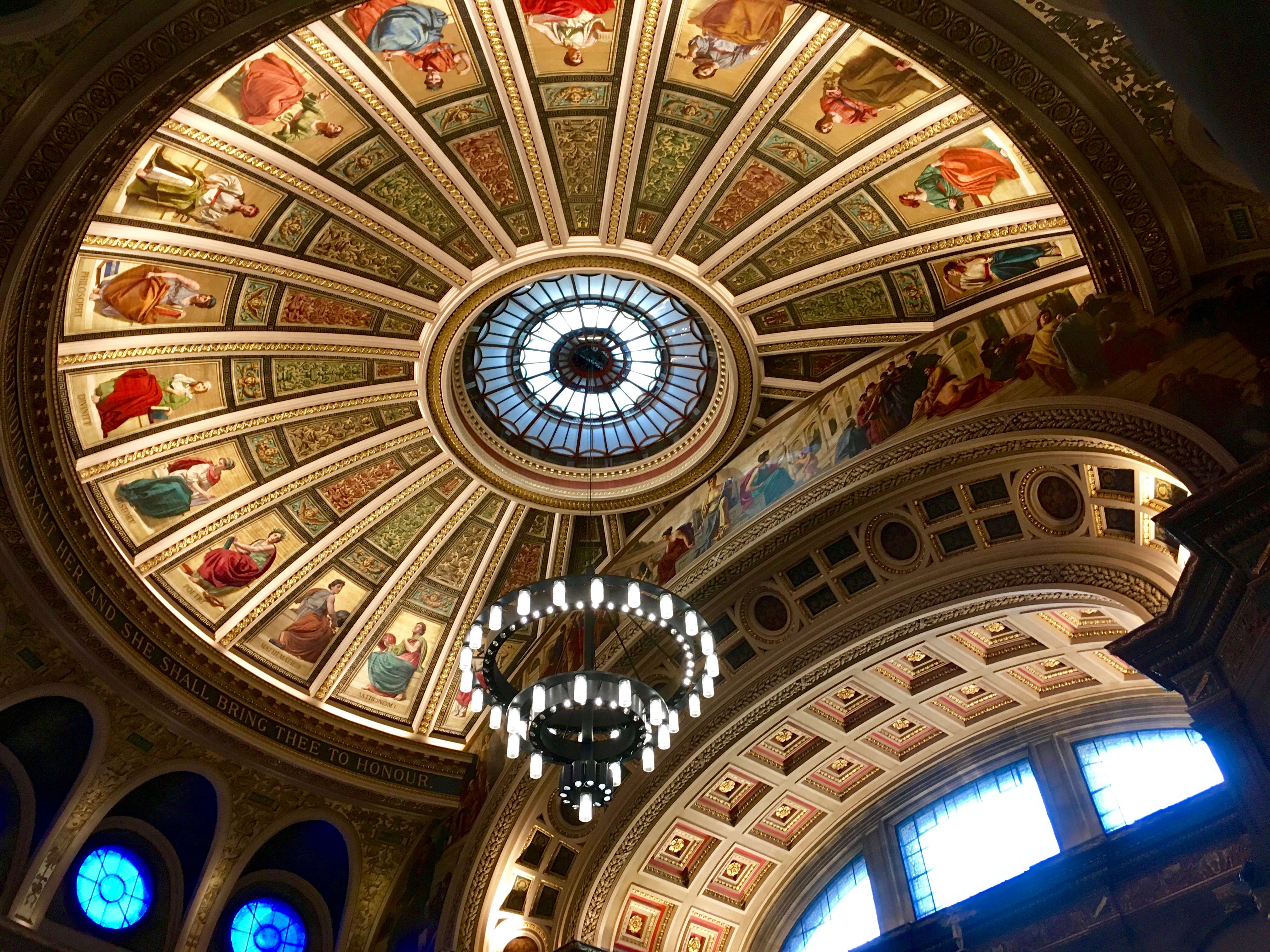
Taket i examenshallen vid University of Edinburgh - Ritat av Sir Robert Rowand Anderson

Lunds universitet har en del universitetsgemensamma utbytesavtal som alla kan söka till. Vidare har också en del institutioner egna utbytesavtal. Nedan följer några partneruniversitet till Lunds universitet.

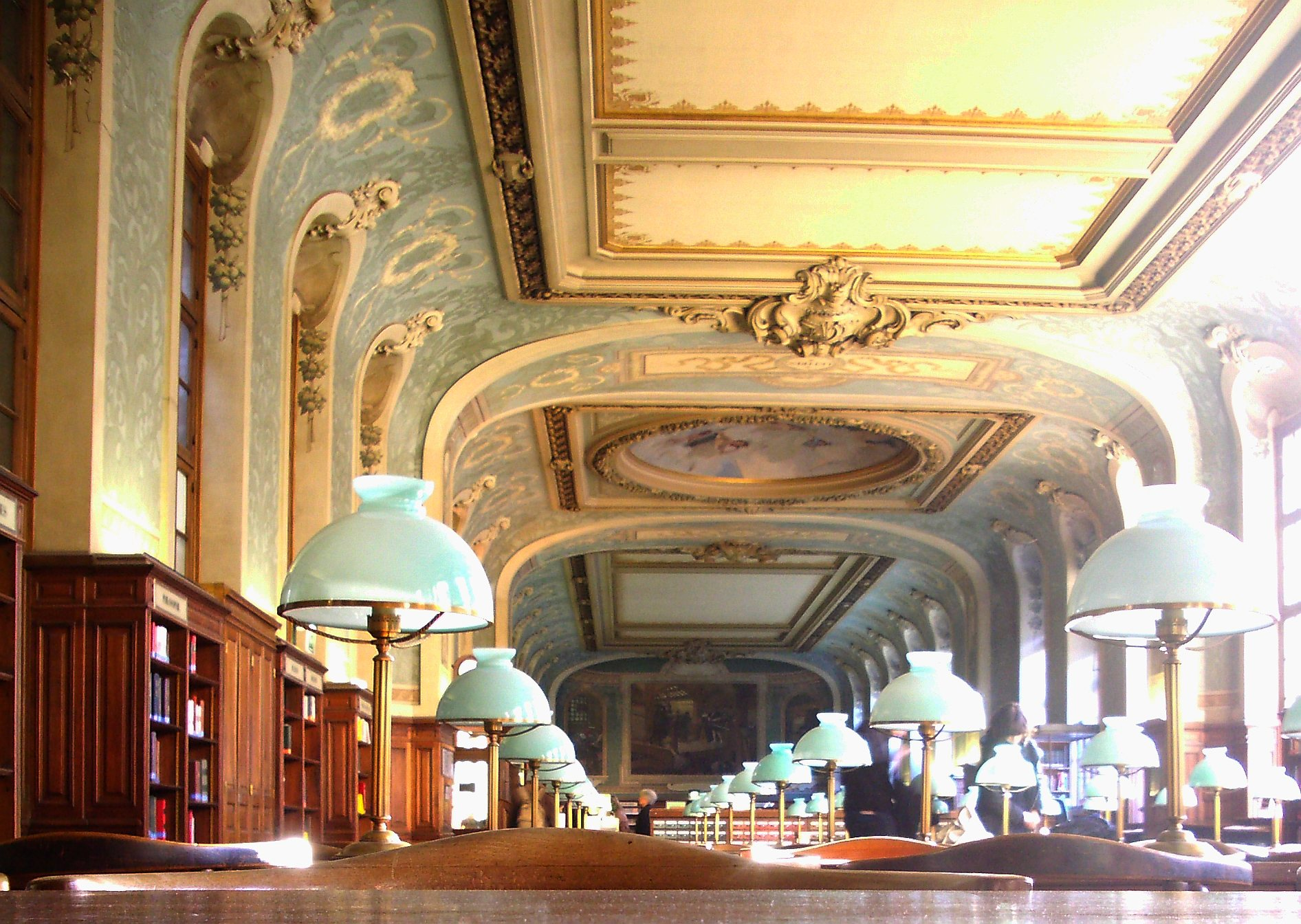
Bibliotek - Université Panthéon-Sorbonne

### Europa
- London Metropolitan University
- University of Edinburgh
- Université Panthéon-Sorbonne
- Université d’Orléans
- Greifswalds universitet
- Ruprecht-Karls-Universität Heidelberg
- Ludwig-Maximilians-Universität München (LMU)
- Mannheims universitet
- Universitat Autònoma de Barcelona
- Universität St Gallen
- Universität Wien
- Aristoteleio Panepistimio Thessalonikis
- St Petersburg State University

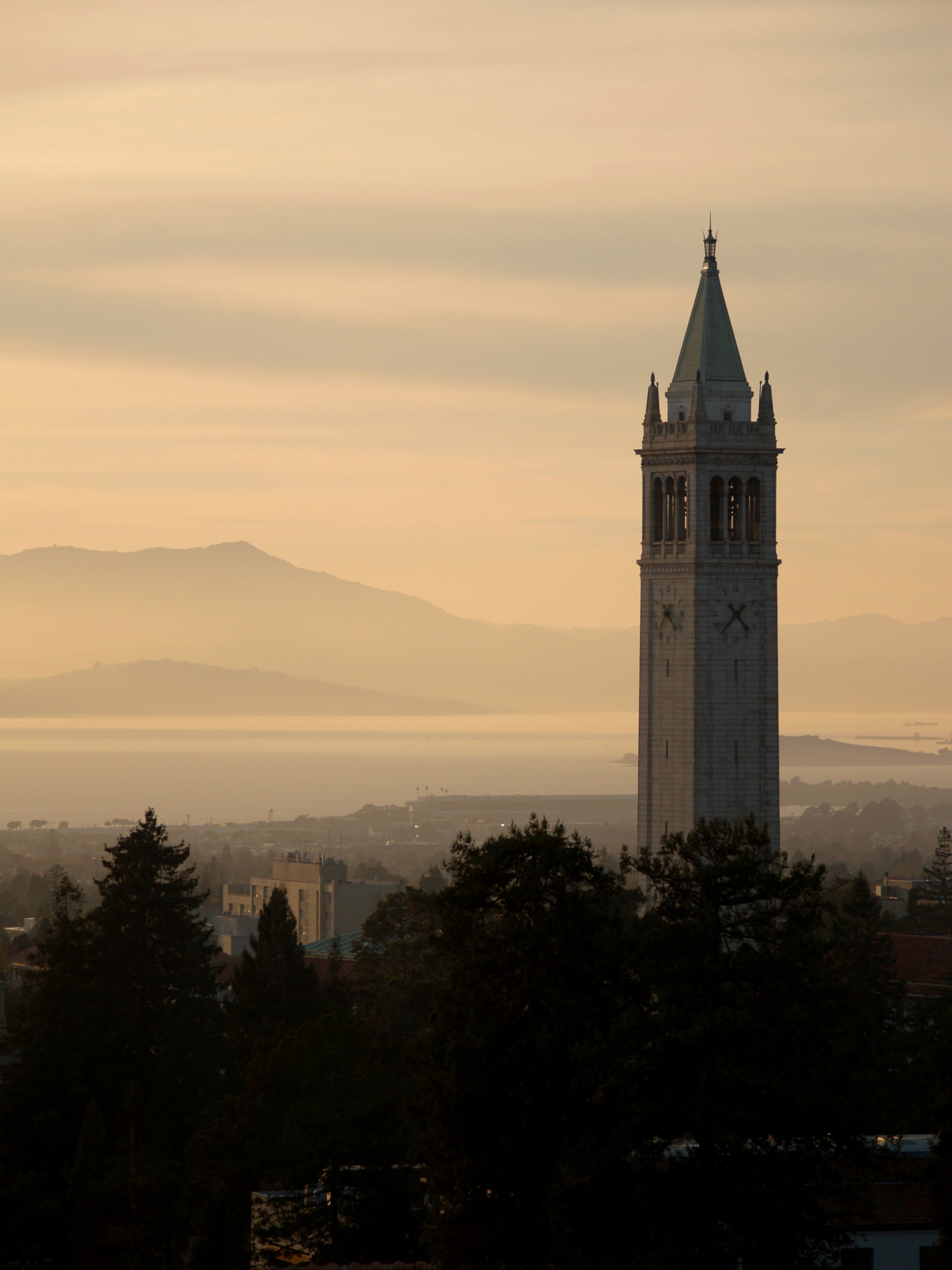
Sather Tornet ("Campanile") Vy över San Francisco och Mount Tamalpais University of California, Berkeley

### Nordamerika
- University of California, Berkeley
- University of California, Los Angeles
- University of California, Santa Cruz
- University of California, Santa Barbara
- University of California, San Diego
- University of North Carolina at Chapel Hill
- University of Texas at Austin
- University of Virginia
- Purdue University
- Babson College
- Stanford University
- McGill University
- Queen’s University
- University of British Columbia

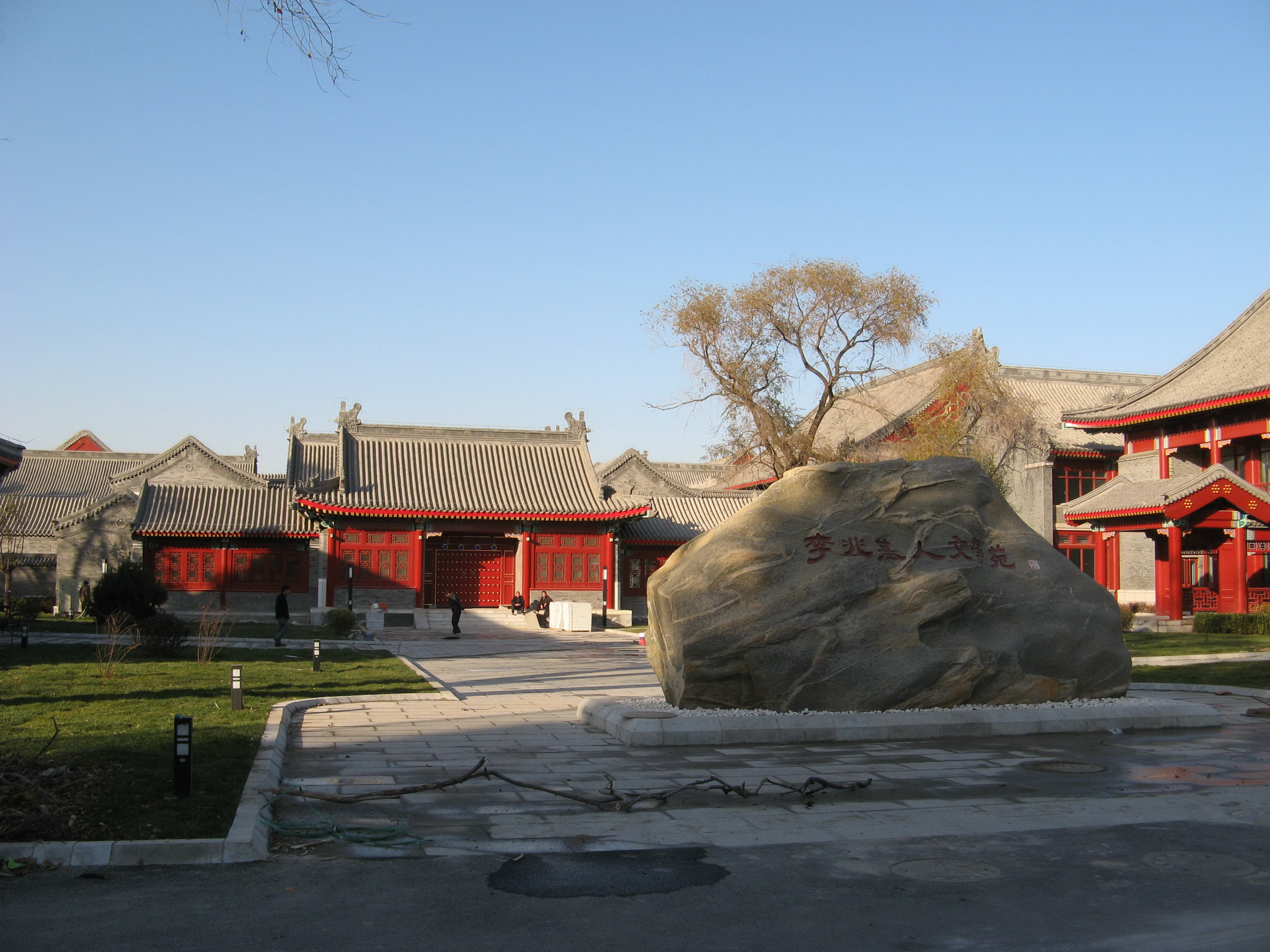
Pekinguniversitetet - Humaniorahuset

- University of Ottawa

### Övriga världen
- Korea University
- Bond University
- Tokyos universitet
- Keio universitet
- Pekinguniversitetet
- University of Hong Kong
- Universidade de São Paulo
- Universidad de Chile
- University of Cape Town
- Damaskus universitet

## Illustrationer

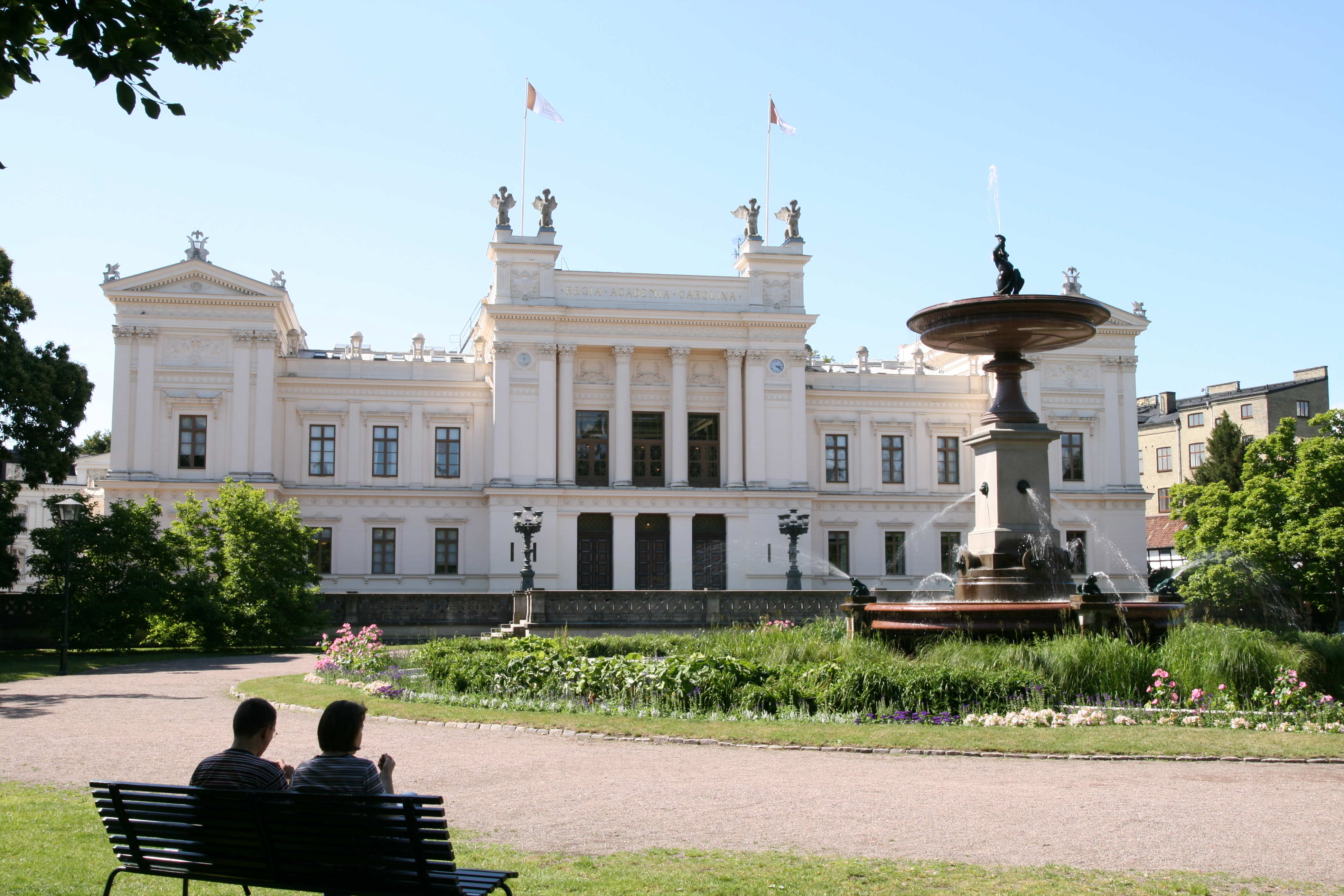
Huvudbyggnad
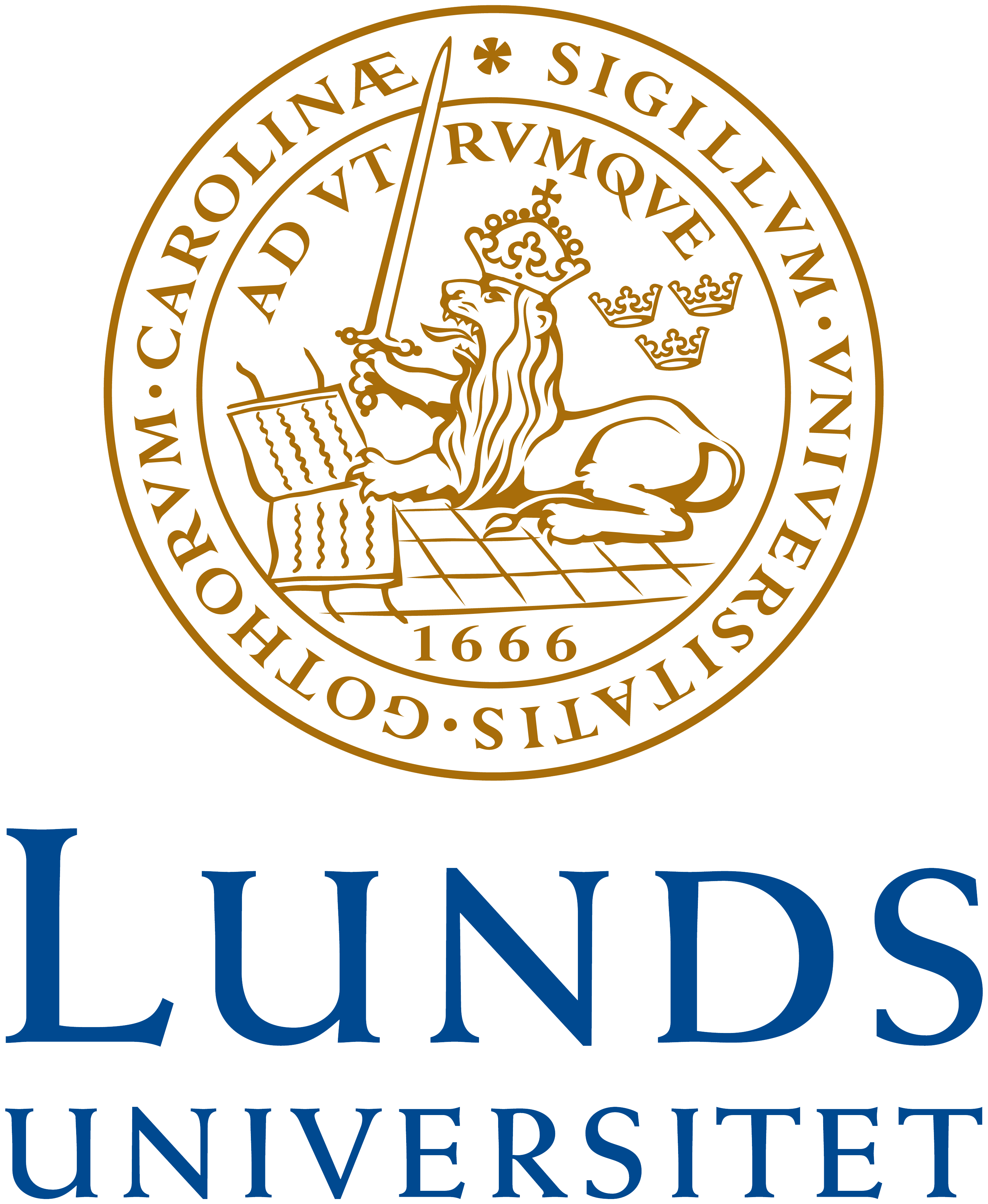
Lunds universitets logotyp
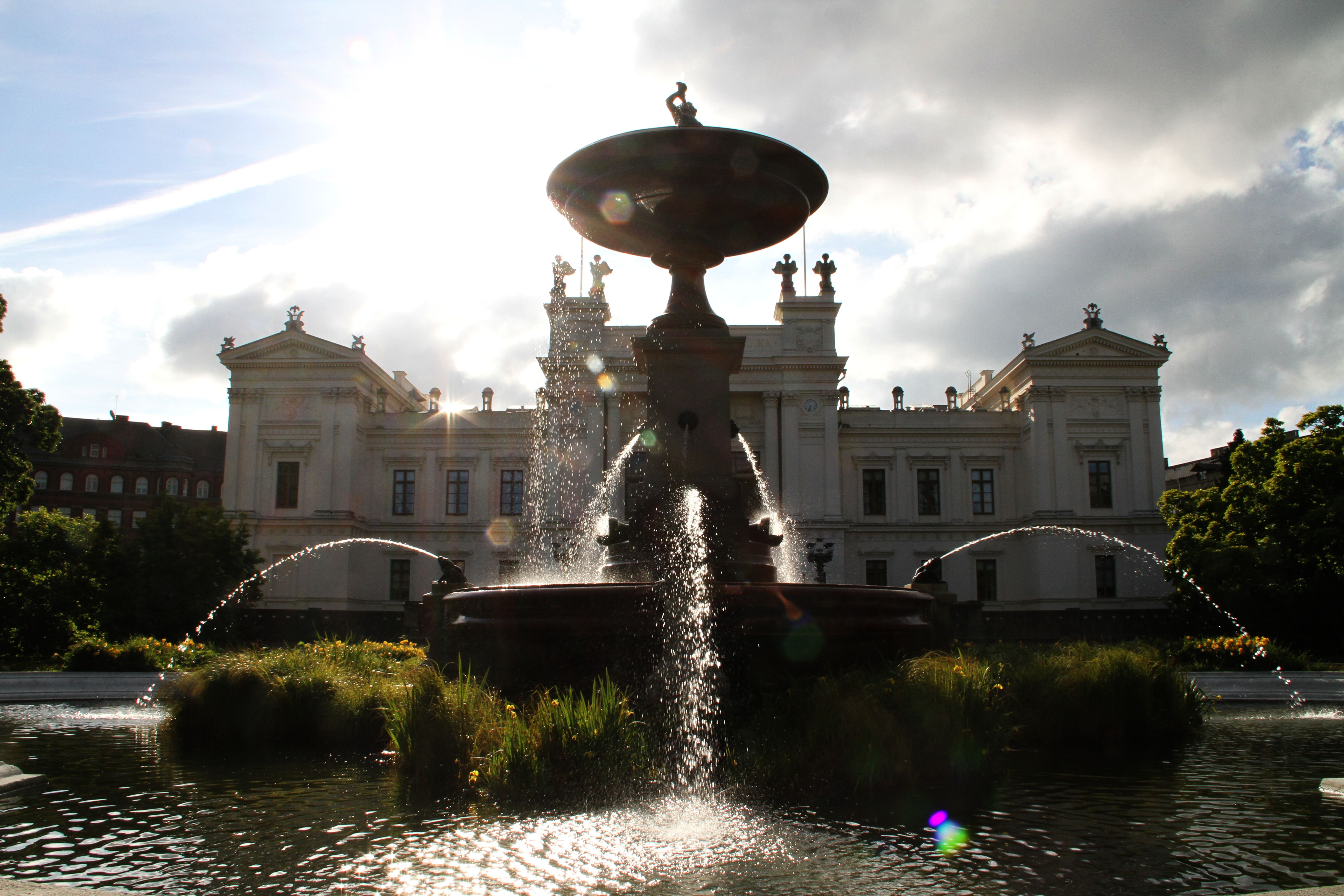
Huvudbyggnad
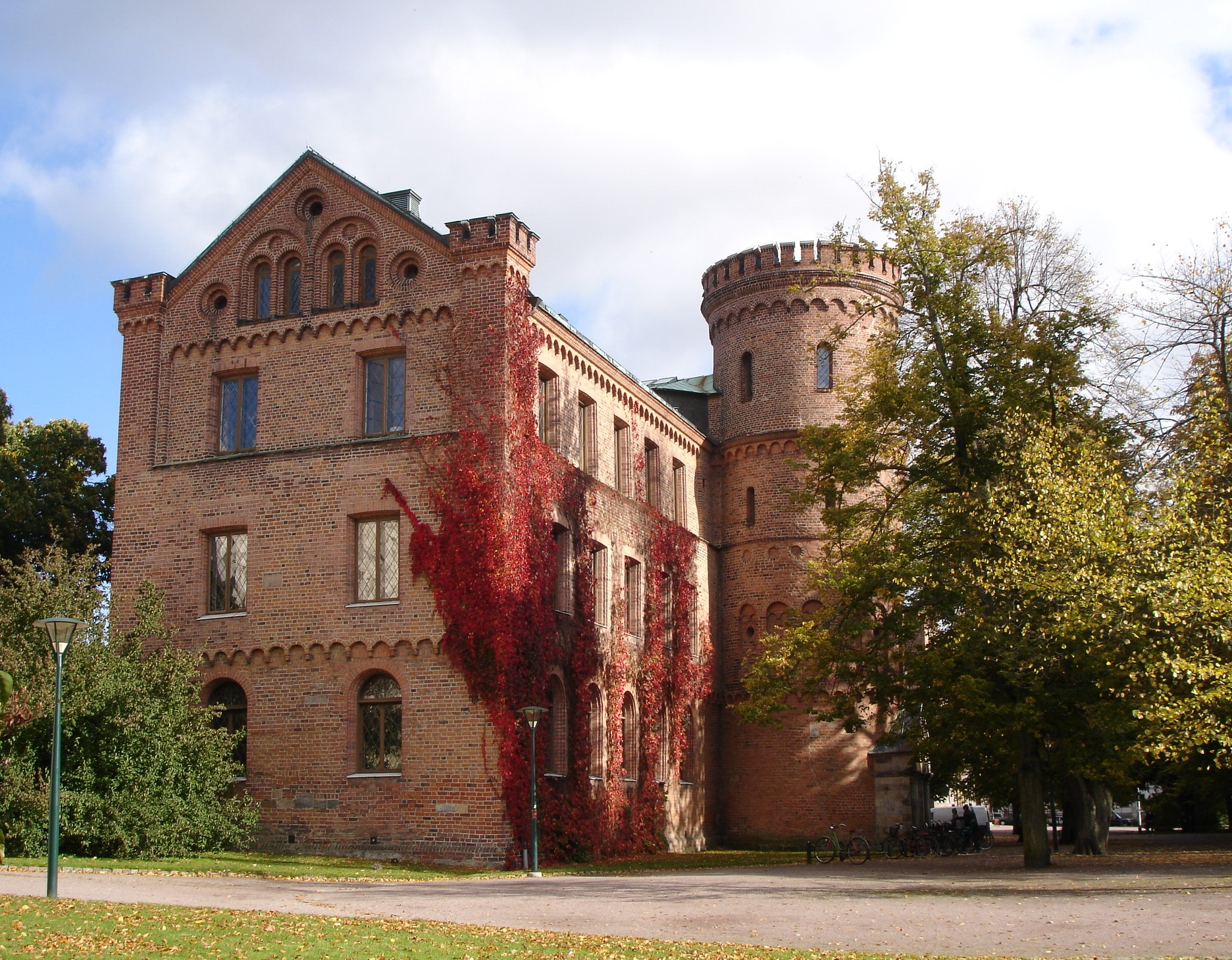
Kungshuset
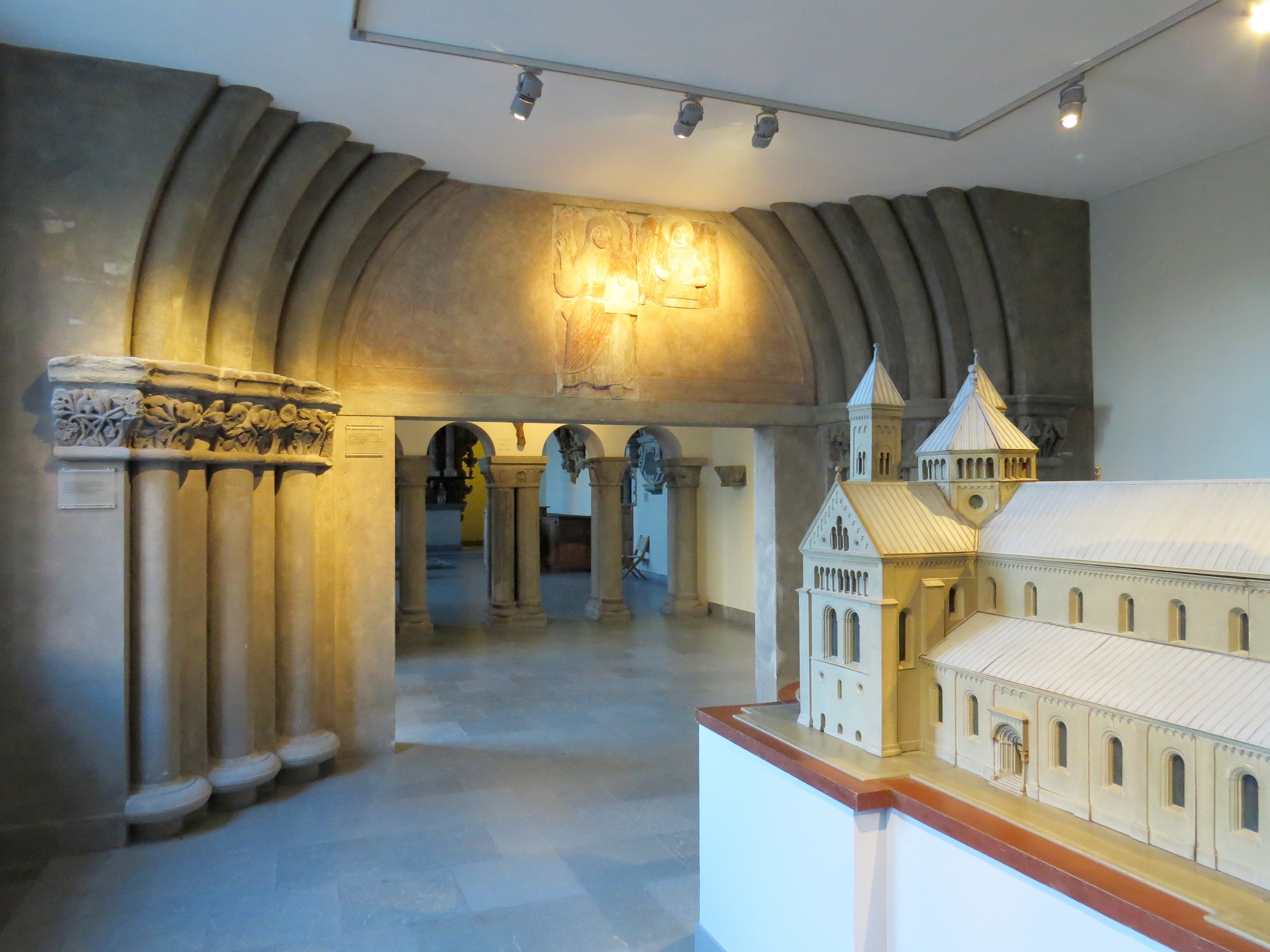
Lunds Universitets historiska Museum
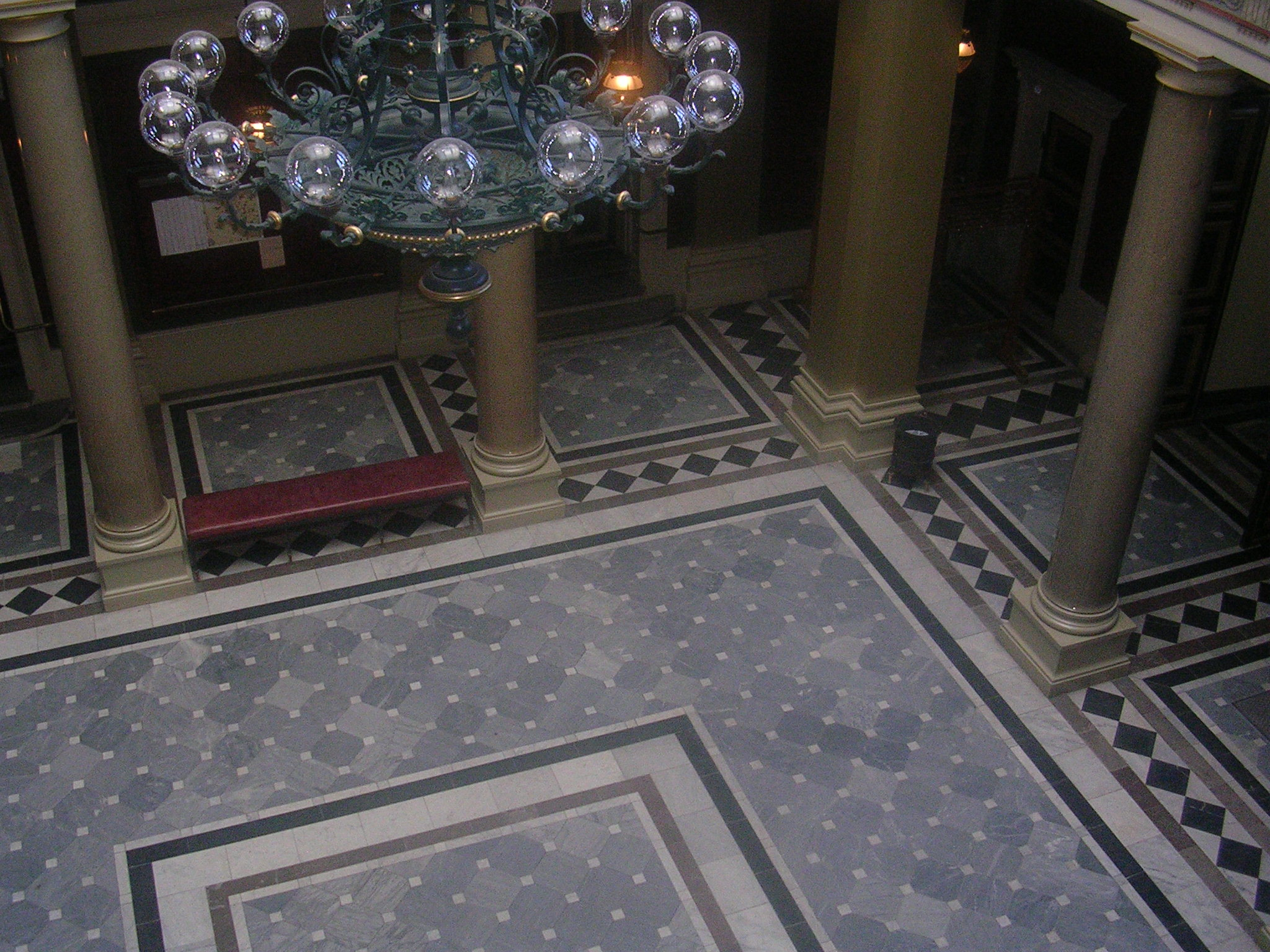
Atrium
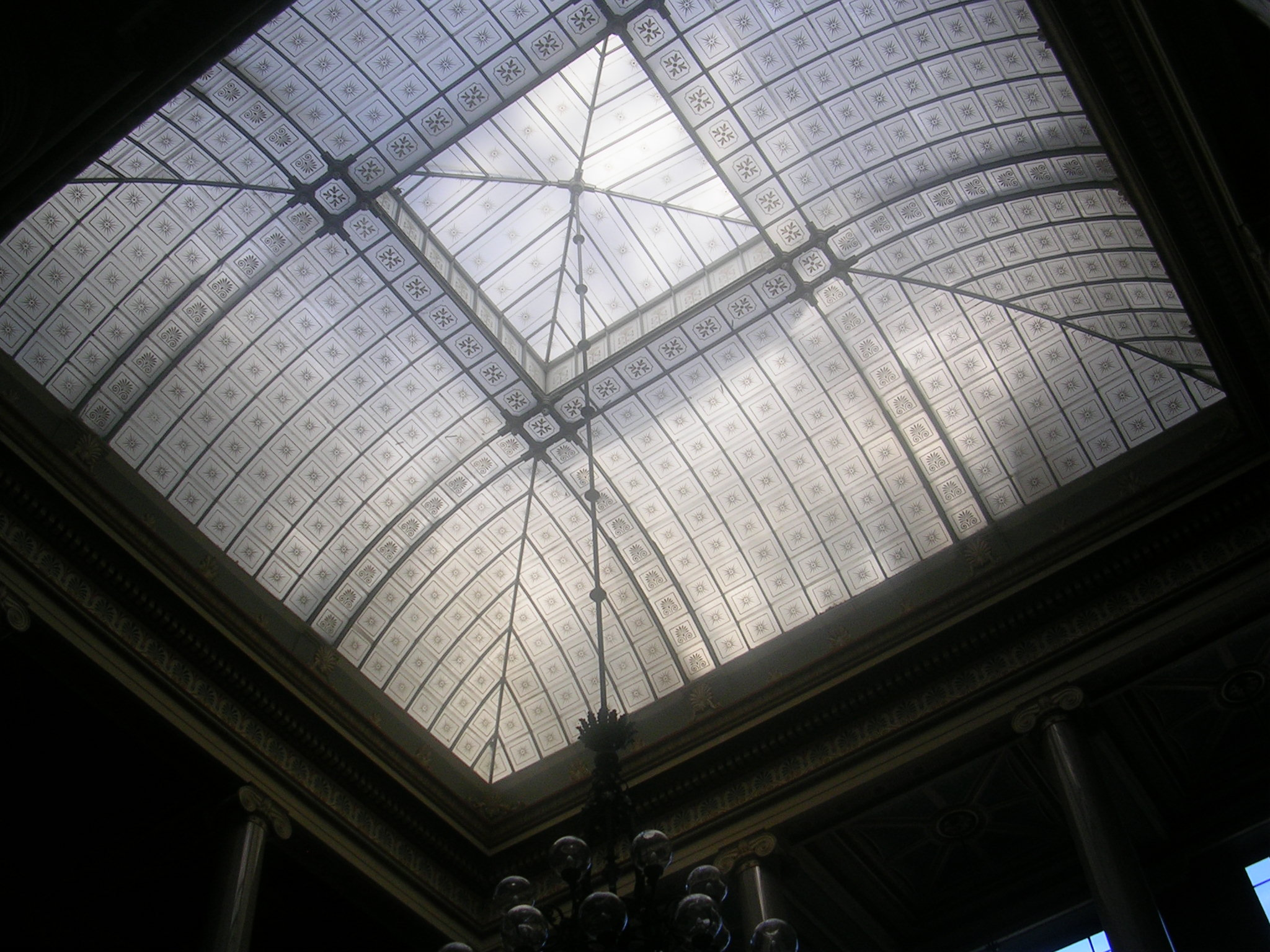
Atrium
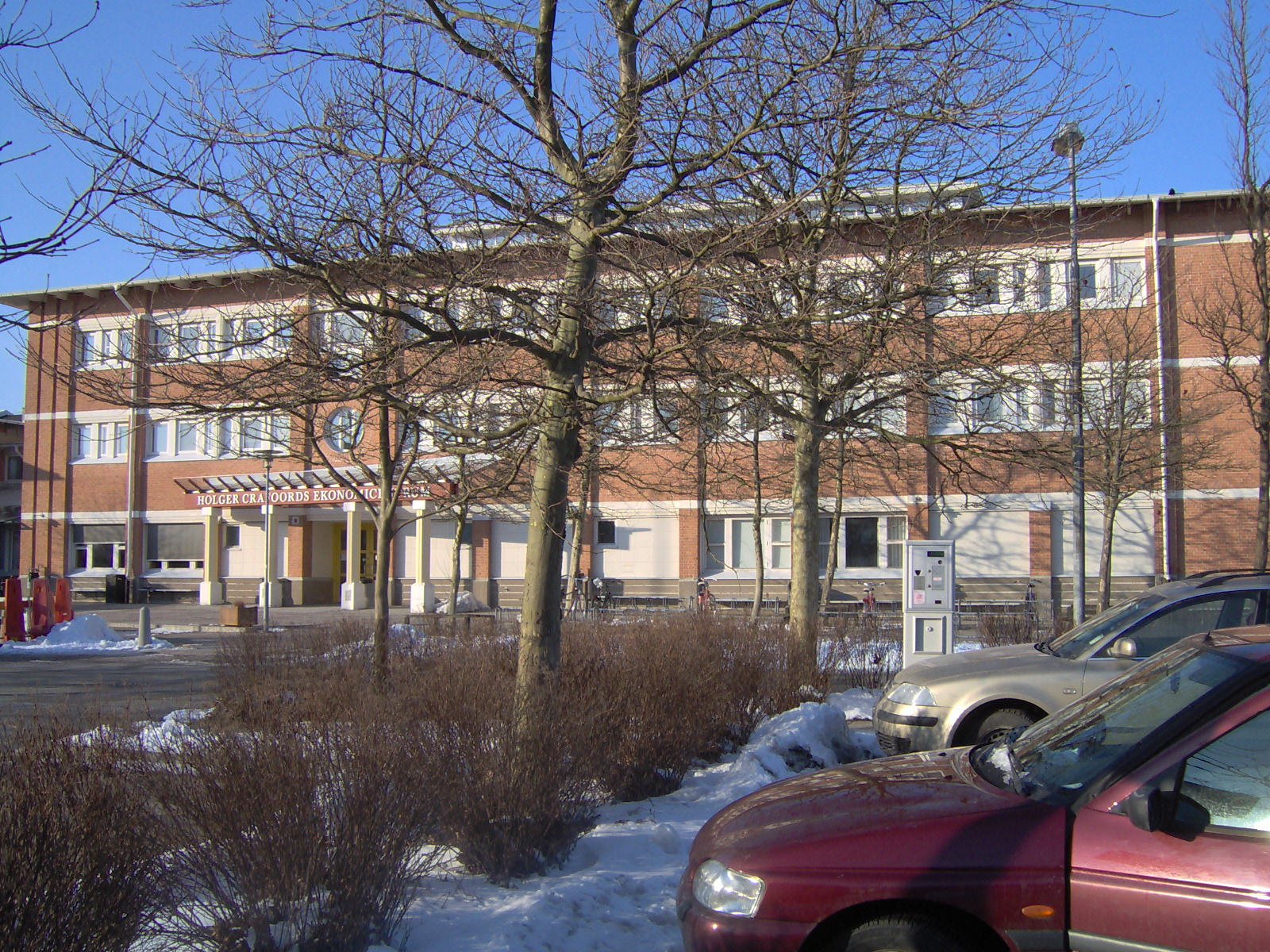
Ekonomicentrum
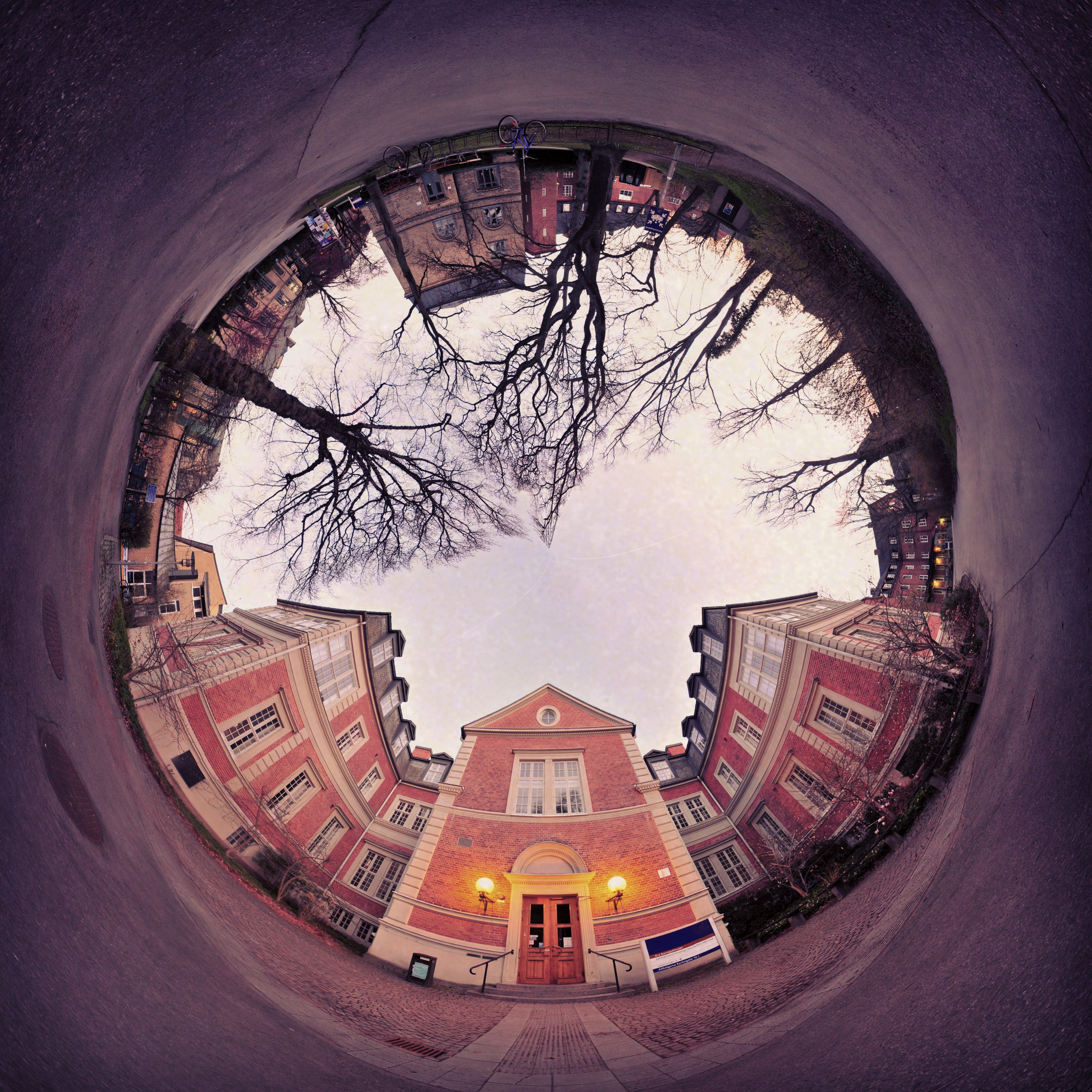
Samhällsvetenskapliga fakultetens bibliotek